# 2014 한국프로농구 플레이오프
2013-2014 KB국민카드 프로 농구의 포스트시즌은 2014년 3월 12일부터 시작하여 2014년 4월 10일에 종료되었다.

## 순위
| 성적 | 팀                     | 경기수 | 승 | 패 | 승률  | 승차 | 비고        |
| ---- | ---------------------- | ------ | -- | -- | ----- | ---- | ----------- |
| 1    | 창원 LG 세이커스       | 54     | 40 | 14 | 0.741 | -    | 4강 PO 직행 |
| 2    | 울산 모비스 피버스     | 54     | 40 | 14 | 0.741 | -    | 4강 PO 직행 |
| 3    | 서울 SK 나이츠         | 54     | 37 | 17 | 0.685 | 3    | 6강 PO 진출 |
| 4    | 인천 전자랜드 엘리펀츠 | 54     | 28 | 26 | 0.519 | 12   | 6강 PO 진출 |
| 5    | 부산 KT 소닉붐         | 54     | 27 | 27 | 0.500 | 17   | 6강 PO 진출 |
| 6    | 고양 오리온스          | 54     | 27 | 27 | 0.500 | 17   | 6강 PO 진출 |
| 7    | 전주 KCC 이지스        | 54     | 20 | 34 | 0.370 | 20   | 진출실패    |
| 8    | 서울 삼성 썬더스       | 54     | 19 | 35 | 0.352 | 21   | 진출실패    |
| 9    | 안양 KGC 인삼공사      | 54     | 19 | 35 | 0.352 | 21   | 진출실패    |
| 10   | 원주 동부 프로미       | 54     | 13 | 41 | 0.241 | 27   | 진출실패    |

| 성적 | 팀                     | 경기수 | 승 | 패 | 승률  | 승차 | 비고            |
| ---- | ---------------------- | ------ | -- | -- | ----- | ---- | --------------- |
| 1    | 울산 모비스 피버스     | 54     | 40 | 14 | 0.741 | -    | 챔피언전 우승   |
| 2    | 창원 LG 세이커스       | 54     | 40 | 14 | 0.741 | -    | 챔피언전 준우승 |
| 3    | 서울 SK 나이츠         | 54     | 37 | 17 | 0.685 | 3    | 4강 PO 진출     |
| 4    | 부산 KT 소닉붐         | 54     | 27 | 27 | 0.500 | 13   | 4강 PO 진출     |
| 5    | 인천 전자랜드 엘리펀츠 | 54     | 28 | 26 | 0.519 | 12   | 6강 PO 진출     |
| 6    | 고양 오리온스          | 54     | 27 | 27 | 0.500 | 13   | 6강 PO 진출     |
| 7    | 전주 KCC 이지스        | 54     | 20 | 34 | 0.370 | 20   | 진출실패        |
| 8    | 서울 삼성 썬더스       | 54     | 19 | 35 | 0.352 | 21   | 진출실패        |
| 9    | 안양 KGC 인삼공사      | 54     | 19 | 35 | 0.352 | 21   | 진출실패        |
| 10   | 원주 동부 프로미       | 54     | 13 | 41 | 0.241 | 27   | 진출실패        |

## 토너먼트표
|  | 6강 플레이오프 | 6강 플레이오프         | 6강 플레이오프 |  |  | 4강 플레이오프 | 4강 플레이오프     | 4강 플레이오프 |                    |   | 챔피언 결정전 | 챔피언 결정전    | 챔피언 결정전 |  |
|  |                |                        |                |  |  |                |                    |                |                    |   |               |                  |               |  |
|  | 4              | 인천 전자랜드 엘리펀츠 | 2              |  |  |                |                    |                |                    |   |               |                  |               |  |
|  | 5              | 부산 KT 소닉붐         | 3              |  |  | 1              | 창원 LG 세이커스   | 3              |                    |   |               |                  |               |  |
|  |                |                        |                |  |  | 5              | 부산 KT 소닉붐     | 0              |                    |   |               |                  |               |  |
|  |                |                        |                |  |  |                |                    |                |                    |   | 1             | 창원 LG 세이커스 | 2             |  |
|  | 3              | 서울 SK 나이츠         | 3              |  |  |                |                    | 2              | 울산 모비스 피버스 | 4 |               |                  |               |  |
|  | 6              | 고양 오리온스          | 1              |  |  | 2              | 울산 모비스 피버스 | 3              |                    |   |               |                  |               |  |
|  |                |                        |                |  |  | 3              | 서울 SK 나이츠     | 1              |                    |   |               |                  |               |  |

## 6강 플레이오프

### 1차전
| 2014년 3월 12일 인천 삼산월드체육관 | 인천 전자랜드 엘리펀츠 | 67 | 14 (1Q) 23 16 (2Q) 19 26 (3Q) 17 11 (4Q) 10 | 69 | 부산 KT 소닉붐 |

| 2014년 3월 13일 서울 잠실학생체육관 | 서울 SK 나이츠 | 84 | 17 (1Q)16 31 (2Q) 15 21 (3Q) 28 15 (4Q) 14 | 73 | 고양 오리온스 |

### 2차전
| 2014년 3월 14일 인천 삼산월드체육관 | 인천 전자랜드 엘리펀츠 | 79 | 18 (1Q) 17 21 (2Q) 15 24 (3Q) 12 16 (4Q) 18 | 62 | 부산 KT 소닉붐 |

| 2014년 3월 15일 서울 잠실학생체육관 | 서울 SK 나이츠 | 80 | 22 (1Q) 24 15 (2Q) 18 21 (3Q) 22 (4Q) 14 | 78 | 고양 오리온스 |

### 3차전
| 2014년 3월 16일 부산 사직실내체육관 | 부산 KT 소닉붐 | 75 | 15 (1Q) 8 21 (2Q) 14 20 (3Q) 18 19 (4Q) 24 | 64 | 인천 전자랜드 엘리펀츠 |

| 2014년 3월 17일 고양 고양체육관 | 고양 오리온스 | 81 | 19 (1Q) 10 22 (2Q) 18 17 (3Q) 18 23 (4Q)18 | 64 | 서울 SK 나이츠 |

### 4차전
| 2014년 3월 18일 부산 사직실내체육관 | 부산 KT 소닉붐 | 66 | 21 (1Q) 17 7 (2Q) 12 19 (3Q) 22 19 (4Q) 21 | 72 | 인천 전자랜드 엘리펀츠 |

| 2014년 3월 19일 고양 고양체육관 | 고양 오리온스 | 60 | 17 (1Q) 21 9 (2Q) 20 12 (3Q) 12 22 (4Q) 10 | 63 | 서울 SK 나이츠 |

### 5차전
| 2014년 3월 20일 인천 삼산월드체육관 | 인천 전자랜드 엘리펀츠 | 57 | 16 (1Q) 20 6 (2Q) 19 15 (3Q) 21 20 (4Q) 19 | 79 | 부산 KT 소닉붐 |

## 4강 플레이오프

### 1차전
| 2014년 3월 22일 창원 창원실내체육관 | 창원 LG 세이커스 | 63 | 24 (1Q) 10 6 (2Q) 16 17 (3Q) 22 16 (4Q) 10 | 58 | 부산 KT 소닉붐 |

| 2014년 3월 23일 울산 동천체육관 | 울산 모비스 피버스 | 71 | 18 (1Q) 12 25 (2Q) 14 19 (3Q) 19 9 (4Q) 17 | 62 | 서울 SK 나이츠 |

### 2차전
| 2014년 3월 24일 창원 창원실내체육관 | 창원 LG 세이커스 | 71 | 23 (1Q) 20 18 (2Q) 14 11 (3Q) 12 19 (4Q) 15 | 61 | 부산 KT 소닉붐 |

| 2014년 3월 25일 울산 동천체육관 | 울산 모비스 피버스 | 69 | 13 (1Q) 19 15 (2Q) 15 26 (3Q) 15 15 (4Q) 25 | 74 | 서울 SK 나이츠 |

### 3차전
| 2014년 3월 26일 부산 사직실내체육관 | 부산 KT 소닉붐 | 82 | 18 (1Q) 28 18 (2Q) 17 27 (3Q) 23 19 (4Q) 28 | 96 | 창원 LG 세이커스 |

| 2014년 3월 27일 서울 잠실학생체육관 | 서울 SK 나이츠 | 62 | 18 (1Q) 20 15 (2Q) 18 14 (3Q) 17 15 (4Q) 12 | 67 | 울산 모비스 피버스 |

### 4차전
| 2014년 3월 29일 서울 잠실학생체육관 | 서울 SK 나이츠 | 69 | 21 (1Q) 15 22 (2Q) 19 11 (3Q) 27 15 (4Q) 21 | 82 | 울산 모비스 피버스 |

## 챔피언 결정전
2013-2014 KB국민카드 프로 농구 챔피언 결정전은 2014년 4월 2일부터 2014년 4월 10일까지 진행되었다. 

### 1차전
| 2014년 4월 2일 창원 창원실내체육관 | 창원 LG 세이커스 | 74 | 11 (1Q) 24 22 (2Q) 12 27 (3Q) 19 14 (4Q) 22 | 77 | 울산 모비스 피버스 |

### 2차전
| 2014년 4월 3일 창원 창원실내체육관 | 창원 LG 세이커스 | 78 | 21 (1Q) 22 15 (2Q) 12 20 (3Q) 22 (4Q) 16 | 72 | 울산 모비스 피버스 |

### 3차전
| 2014년 4월 5일 울산 동천체육관 | 울산 모비스 피버스 | 73 | 12 (1Q) 17 14 (2Q) 19 16 (3Q) 22 31 (4Q) 18 | 76 | 창원 LG 세이커스 |

### 4차전
| 2014년 4월 6일 울산 동천체육관 | 울산 모비스 피버스 | 71 | 21 (1Q) 15 23 (2Q) 16 15 (3Q) 16 12 (4Q) 13 | 60 | 창원 LG 세이커스 |

### 5차전
| 2014년 4월 8일 울산 동천체육관 | 울산 모비스 피버스 | 66 | 23 (1Q) 24 16 (2Q) 12 17 (3Q) 16 10 (4Q) 13 | 65 | 창원 LG 세이커스 |

### 6차전
| 2014년 4월 10일 창원 창원실내체육관 | 창원 LG 세이커스 | 76 | 17 (1Q) 20 17 (2Q) 18 23 (3Q) 20 19 (4Q) 21 | 79 | 울산 모비스 피버스 |

| 2013-2014 프로농구 우승       |
| ----------------------------- |
| 울산 모비스 피버스 5번째 우승 |

## 트리비아
- 이번 시즌 챔피언결정전에선 유재학 감독이 최초로 플레이오프 4연승 달성에 성공했으며, 울산 모비스 피버스는 지난 2012~2013 시즌 이후 챔피언결정전 2연패에 달성했다.

- 챔피언 결정전 MVP에서 문태영이 귀화혼혈 선수로는 최초로 수상되었다.